# Huang Hua (Badminton)
Huang Hua (chinesisch 黄华, Pinyin Huáng Huá, * 16. November 1969 in Hechi,  Guangxi) ist eine ehemalige Badmintonspielerin aus der Volksrepublik China.
1989 wurde Huang Hua, noch nicht einmal zwanzigjährig, überraschend Vizeweltmeisterin im Dameneinzel. Danach gewann sie elf hochrangige internationale Meisterschaften bis 1992 und galt als große Favoritin auf den Olympiasieg 1992. Im Halbfinale unterlag sie dort jedoch Susi Susanti aus Indonesien klar in zwei Sätzen, so dass sie sich mit Bronze begnügen musste.

## Erfolge
| Saison | Veranstaltung     | Disziplin   | Platz | Name                     |
| ------ | ----------------- | ----------- | ----- | ------------------------ |
| 1988   | Thailand Open     | Dameneinzel | 2     | Huang Hua                |
| 1989   | Weltmeisterschaft | Dameneinzel | 2     | Huang Hua                |
| 1989   | Swiss Open        | Damendoppel | 1     | Huang Hua / Tang Jiuhong |
| 1990   | Malaysia Open     | Dameneinzel | 1     | Huang Hua                |
| 1990   | Japan Open        | Dameneinzel | 1     | Huang Hua                |
| 1990   | Thailand Open     | Dameneinzel | 1     | Huang Hua                |
| 1990   | Swedish Open      | Dameneinzel | 1     | Huang Hua                |
| 1990   | All England       | Dameneinzel | 1     | Huang Hua                |
| 1990   | Swedish Open      | Damendoppel | 1     | Huang Hua / Zhou Lei     |
| 1990   | Asienspiele       | Dameneinzel | 3     | Huang Hua                |
| 1991   | German Open       | Dameneinzel | 1     | Huang Hua                |
| 1991   | Hong Kong Open    | Dameneinzel | 1     | Huang Hua                |
| 1991   | China Open        | Dameneinzel | 1     | Huang Hua                |
| 1991   | Japan Open        | Dameneinzel | 1     | Huang Hua                |
| 1992   | Malaysia Open     | Dameneinzel | 1     | Huang Hua                |
| 1992   | Olympia           | Dameneinzel | 3     | Huang Hua                |